# Орден за заслуги перед наукою і мистецтвом
Орден «За заслуги перед наукою і мистецтвом» — заснований 30 липня 1873 року герцогом Фрідріхом I Ангальтським. Вона була присуджена для визнання та винагороди за чудові та видатні досягнення в галузі науки та мистецтва в країні та за кордоном.

## Класи ордена
Вперше заснований лише в одному класі, орден у 1912 році був розширений, щоб включити перший клас, другий клас і третій клас.

## Оформлення замовлення
Знак першого зразка 1873–1905 років являв собою високу овальну бронзову позолочену медаль, оточену двадцятьма чотирма загостреними променями та підвішену короною до стрічки. У центрі літера F (для Фрідріха) готичним шрифтом, а під написом півколом «Herzog von Anhalt» (герцог Анхальт). На звороті чотирирядковий напис «Für Wissenschaft und Kunst» (За науку і мистецтво), укладений у відкритий зверху лавровий вінок, пов’язаний знизу.
Друга модель 1905–1918 років була з позолоченої бронзи або срібла для третього класу. Медаль не була оточена променями, а оточена щільним лавровим вінком. На звороті в центрі був герб Анхальта, оточений написом «Für Wissenschaft und Kunst» (За науку і мистецтво).
Спочатку орден носили підвішеним на стрічці зліва на грудях. Після 1905 року, коли перший клас був збільшений, його почали носити на шиї чоловіки та жінки як бант на лівому плечі. Ордени другого і третього класу носили на стрічці зліва на грудях. Стрічка складалася з трьох рівних частин червоного, темно-зеленого і червоного кольорів, схожа на стрічку династичний орден Альберта Ведмедя.